# Il-Mellieħa
 (octobre 2016).
Il-Mellieħa — ou plus simplement Mellieħa — est une localité de Malte qui compte environ 10 000 habitants, située dans le nord de Malte, lieu d’un conseil local (Kunsilli Lokali) compris dans la région (Reġjun) Tramuntana.

## Toponymie
Le nom Mellieħa dérive de la racine sémitique m-l-ħ, qui désigne le sel. Le nom vient donc probablement des anciens marais salants qui ont existé dans la baie à l’époque romano-phénicienne[source insuffisante].

## Histoire
Les premiers habitants à Malte sont arrivés au Néolithique, et le site de Mellieħa est habité dès 3000 av. J.-C.[source insuffisante]. Ils habitaient les grottes, et de nombreuses traces de poteries y ont été retrouvées. Divers peuples ont ensuite fréquenté le lieu. On trouve également des tombes romaines ou phéniciennes, puis des tombes paléochrétiennes.
On trouve encore des habitants durant la période byzantine. La région est désertée après la conquête arabe de 870, probablement à cause des fréquents raids de corsaires musulmans. Quand l’île est cédée aux Hospitaliers en 1530, Mellieħa est l’une des colonies qu’ils établissent, complétée de fortifications et d’une église : l’église Notre-Dame, qui devient l’un des endroits les plus vénérés de l’île. Le sanctuaire est aujourd’hui reconnu sanctuaire national par la Conférence épiscopale maltaise.

## Paroisse
La festa paroissiale de Mellieħa est la fête de Notre-Dame-des-Victoires, qui commence le 30 août et culmine le 8 septembre, commémorant la fin du Grand Siège de 1565.

## Géographie
On trouve à Mellieħa l’une des plus grandes plages de Malte, la plage Il-Għadira, au fond de la baie de Mellieħa, qui fait de la localité un lieu très touristique. La baie sépare les collines de Mellieħa, sur lesquelles est située la ville, des collines de Marfa qui constituent la péninsule de Marfa.
|          | Mer Méditerranée |                   |
|          | Il-Mellieħa      |                   |
| L-Imġarr |                  | San Pawl il-Baħar |

## Patrimoine et culture
À l’ouest de Mellieħa, le film Popeye de 1980 a été tourné dans la baie de Il-Prajjet. Les décors, réalisés à partir de plusieurs milliers de planches, de huit tonnes de clous et de 2 000 gallons de peinture (plus de 9 000 litres), Sweethaven, sont transformés en centre d'attraction Popeye Village.

## Jumelage
La ville de Mellieħa est jumelée avec les villes de :
 Adenau (Allemagne)
 Cavriglia (Italie)
 Agía Nápa (Chypre)

## Sources
- (mt) Alfie Guillaumier, Bliet u Rħula Maltin (Villes et villages maltais), Klabb Kotba Maltin, Malte, 2005.
- (en) Juliet Rix, Malta and Gozo, Brad Travel Guide, Angleterre, 2013.
- Alain Blondy, Malte, Guides Arthaud, coll. Grands voyages, Paris, 1997.